# 朴明国
朴 明国（パク・ミョングク、朝鮮語: 박명국、1956年6月1日 -  ）は、朝鮮民主主義人民共和国の軍人、外交官、政治家。外務次官、朝中国境共同委員会朝鮮側首席代表。最高人民会議代議員、最高人民会議法制委員会委員、在オーストラリア大使館公使などを歴任した。李乙雪元帥は義理の父親。

## 経歴
1956年に平安北道で生まれた。新義州外国語学院、国際関係大学を卒業。朝鮮人民軍に入隊し、人民武力部対外事業局勤務となる。この時、李乙雪の三女と結婚し、外務省に移った。外務省米国局指導員、在ナイジェリア大使館二等書記官、国連代表部書記官、米国局課長などを歴任した。2000年に国防委員会第一副委員長の趙明禄が金正日総書記（国防委員長）の特使として米国を訪問すると、代表団の一員として随行した。2006年に在オーストラリア大使館公使、2008年に外務省局長を経て、2012年に外務次官に任命された。2014年3月9日に実施された最高人民会議第13期代議員選挙で代議員に選出され、4月9日に開催された最高人民会議第13期第1回会議で法制委員会委員に選出された。
2016年1月29日に外務省代表団を率いてロシアを訪問し、ロシア連邦移民局との間に「朝鮮政府とロシア政府間の不法入国および不法滞在者の引き渡しと受け付けに関する協定とそれを履行するための議定書」に調印した。同年10月26日に訪朝した劉振民中国外交部副部長と朝中国境共同委員会第3回会議に参加し、国境問題について討議した。
2017年12月7日に訪朝したジェフリー・フェルトマン国連事務次長と会談し、北朝鮮と国連事務局の協力などについて討議した。2018年11月27日には中国・北京市を訪問し、孔鉉佑外交部副部長と朝中国境共同委員会第4回会議に参加した。2019年4月からシリア・イラン・アゼルバイジャンなどを歴訪した。

## 参考サイト
- 북한정보포털